# 韋斯特維爾 (內布拉斯加州)
韋斯特維爾（英語：Westerville）是位於美國內布拉斯加州卡斯特縣的普查規定居民點。

## 歷史
韋斯特維爾的郵局自1882年營運至今。

## 人口
根據2020年美國人口普查的數據，韋斯特維爾的面積為0.34平方千米，皆為陸地。當地共有人口31人，而人口密度為每平方千米91.18人。